# Tataki

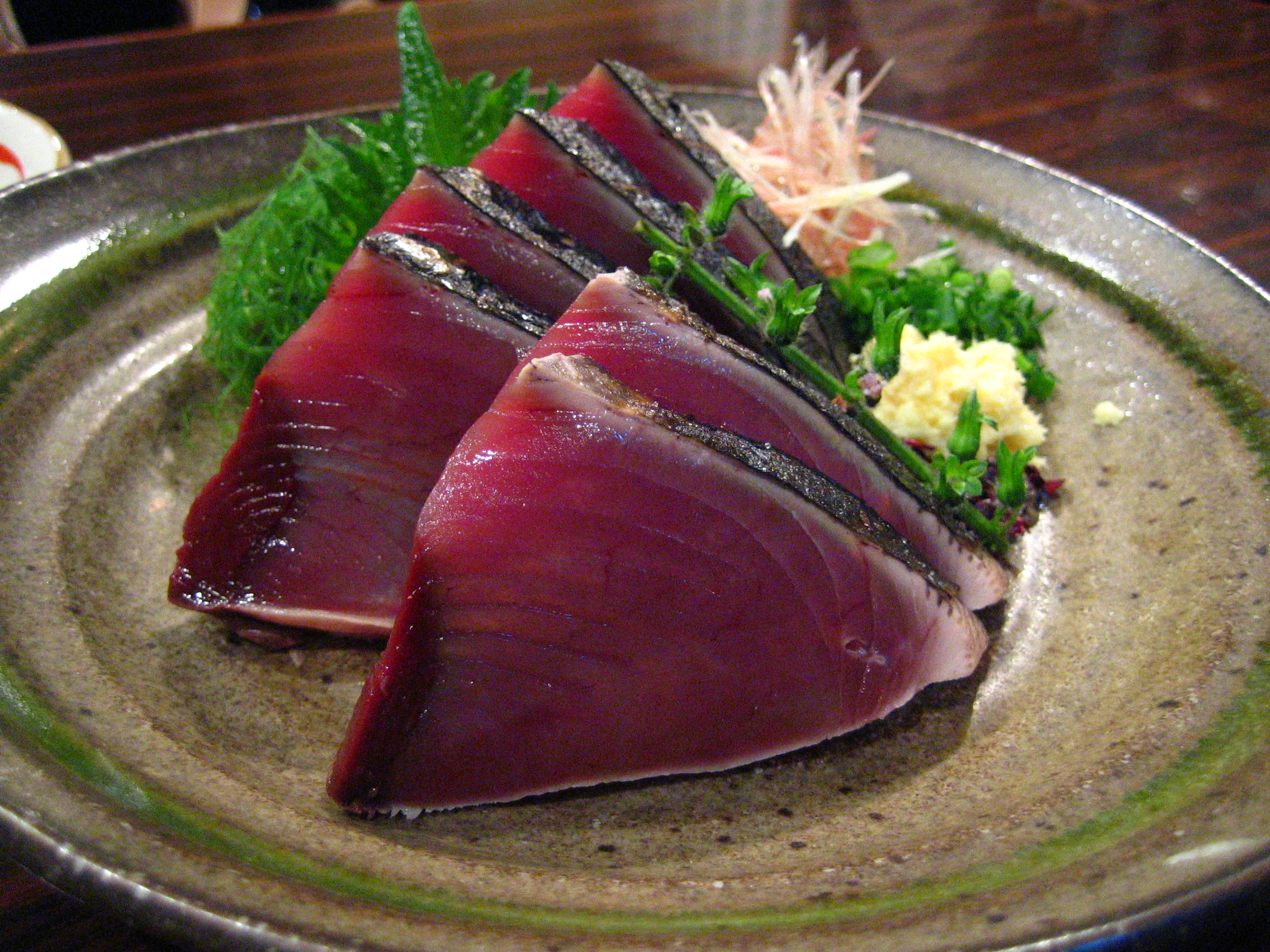
Bonito-Tataki

Tataki ist eine aus Japan stammende Zubereitungsart von Fisch oder Fleisch.
Fisch oder Fleisch werden mariniert, dann nur kurz scharf angebraten, dadurch bleibt der Fisch bzw. das Fleisch innen roh. Tataki wird in Scheiben geschnitten kalt mit Salat serviert.